# Clavodorum clavatum
Clavodorum clavatum är en ringmaskart som beskrevs av Fauchald 1972. Clavodorum clavatum ingår i släktet Clavodorum och familjen Sphaerodoridae. Inga underarter finns listade i Catalogue of Life.